# Myrmecophila grandiflora
Myrmecophila grandiflora är en orkidéart som först beskrevs av John Lindley, och fick sitt nu gällande namn av Germán Carnevali, José Luis Tapia och Ivón Mercedes Ramírez Morillo. Myrmecophila grandiflora ingår i släktet Myrmecophila och familjen orkidéer. Inga underarter finns listade i Catalogue of Life.

## Bildgalleri

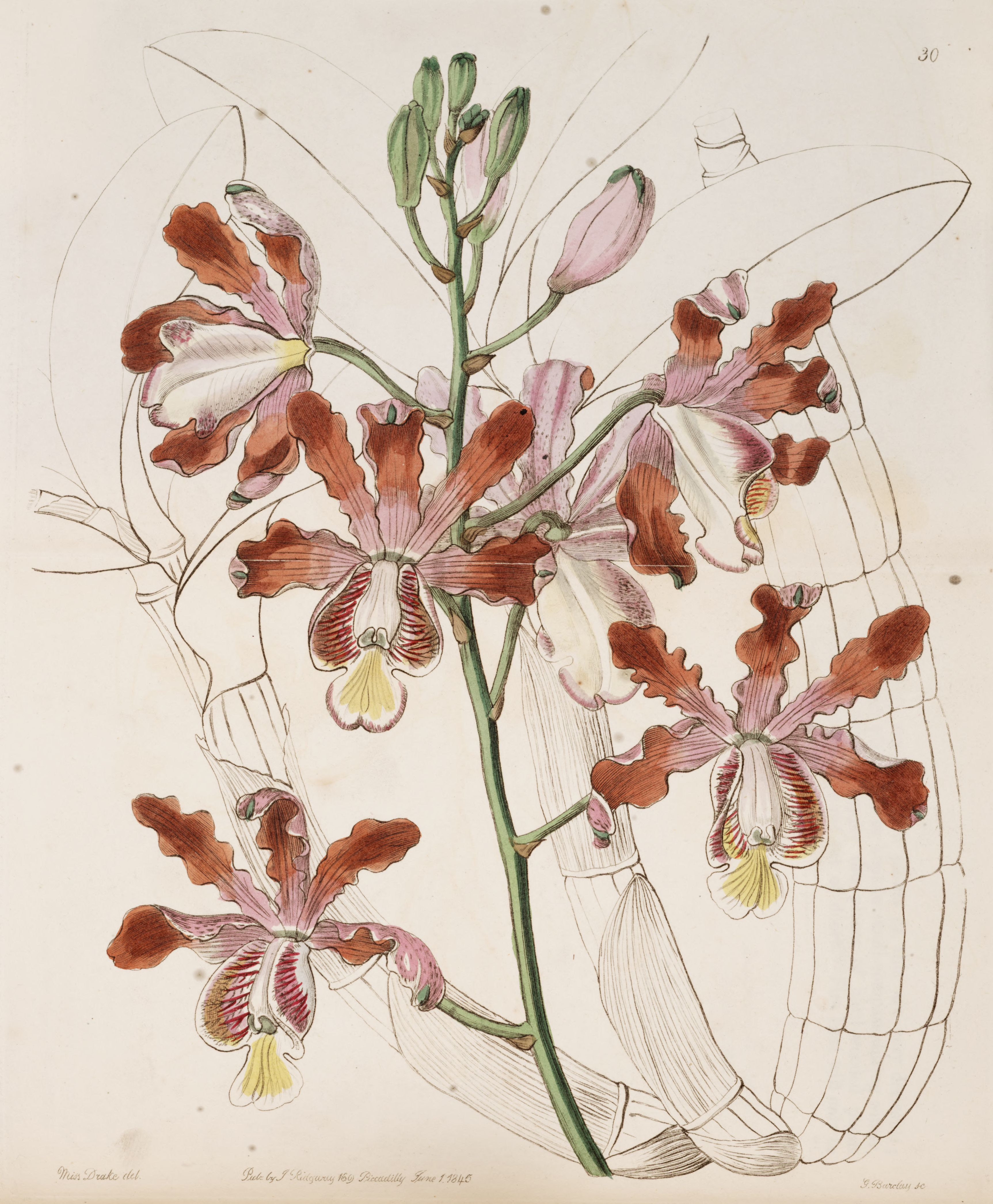